# Verordnung über elektrische Betriebsmittel
Die Verordnung über elektrische Betriebsmittel (1. ProdSV) enthält die für Deutschland geltenden Bestimmungen zur Beschaffenheit elektrischer Geräte.
Mit dieser Verordnung wird die europäische Niederspannungsrichtlinie in deutsches Recht umgesetzt.
Die Verordnung gilt für „Betriebsmittel zur Verwendung bei einer Nennspannung zwischen 50 und 1.000 V für Wechselstrom und zwischen 75 und 1.500 V für Gleichstrom, soweit es sich um technische Arbeitsmittel oder verwendungsfertige Gebrauchsgegenstände oder Teile von diesen handelt.“
Sie gilt nicht für
1. elektrische Betriebsmittel zur Verwendung in explosibler Atmosphäre,
2. elektro-radiologische und elektro-medizinische Betriebsmittel,
3. elektrische Teile von Personen- und Lastenaufzügen,
4. Elektrizitätszähler,
5. Haushaltssteckvorrichtungen,
6. Vorrichtungen zur Stromversorgung von elektrischen Weidezäunen,
7. elektrische Betriebsmittel unter dem Aspekt der Funkentstörung,
8. spezielle elektrische Betriebsmittel, die zur Verwendung auf Schiffen, in Flugzeugen oder in Eisenbahnen bestimmt sind und den Sicherheitsbestimmungen internationaler Einrichtungen entsprechen, denen die Mitgliedstaaten angehören,
9. kunden- und anwendungsspezifisch angefertigte Erprobungsmodule, die von Fachleuten ausschließlich in Forschungs- und Entwicklungseinrichtungen für Forschungs- und Entwicklungszwecke verwendet werden.

Nach § 3 dieser Verordnung dürfen neue elektrische Betriebsmittel nur in den Verkehr gebracht werden, wenn
1. sie entsprechend dem in der Europäischen Gemeinschaft gegebenen Stand der Sicherheitstechnik hergestellt sind,
2. sie bei ordnungsgemäßer Installation und Instandhaltung und bei bestimmungsgemäßer Verwendung die Gesundheit und Sicherheit von Menschen, Haus- und Nutztiere sowie Güter nicht gefährden.

Hersteller und Importeure werden verpflichtet, eine CE-Kennzeichnung auf ihren Produkten anzubringen, sowie eine EU-Konformitätserklärung auszustellen und bestimmte technische Unterlagen bereitzuhalten.